# اولیور تری
اولیور تری (به انگلیسی: Oliver Tree) (زاده ۲۹ ژوئن ۱۹۹۳) خواننده آمریکایی است.